# Amedeo di Savoia-Aosta (1943)
Amedeo di Savoia-Aosta (nome completo Amedeo Umberto Giorgio Paolo Costantino Elena Fiorenzo Maria di Savoia; Firenze, 27 settembre 1943 – Arezzo, 1º giugno 2021) è stato un imprenditore italiano, membro di Casa Savoia. Era conosciuto anche con i titoli di cortesia di duca d'Aosta, principe della Cisterna e di Belriguardo, marchese di Voghera e conte di Ponderano. Era figlio di Aimone di Savoia, per un breve periodo re di Croazia, che rinunciò al titolo pochi giorni dopo la nascita di Amedeo.
Nel 2006 Amedeo rivendicò per sé il titolo di duca di Savoia e il ruolo di Capo della Real Casa, in disputa con Vittorio Emanuele di Savoia. Come discendente del re di Spagna Amedeo I, era 41º in linea di successione al trono spagnolo.

## Biografia

### Infanzia

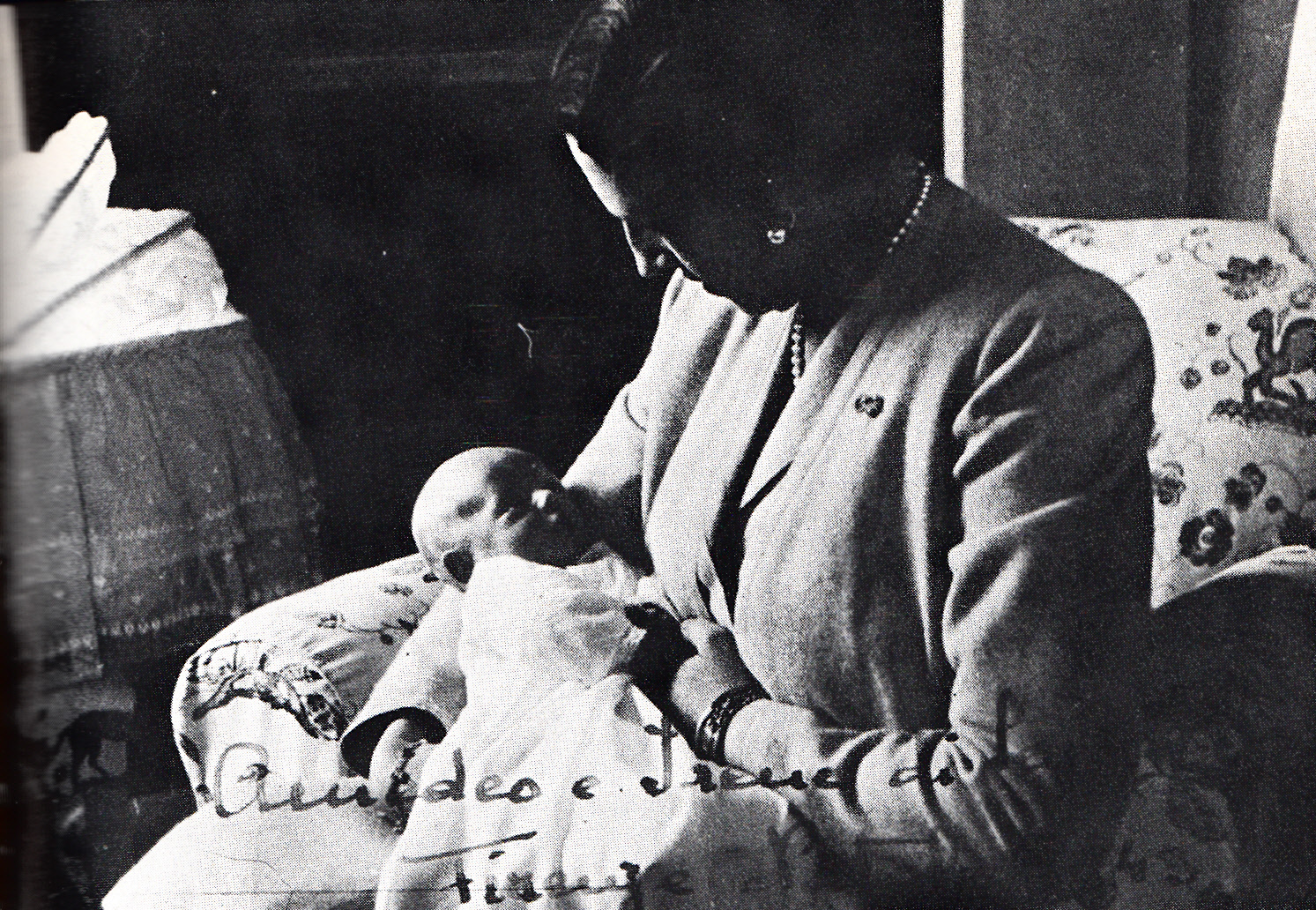
Amedeo d'Aosta con la madre Irene di Grecia (1943)

Amedeo di Savoia-Aosta era l'unico figlio di Irene di Grecia e di Aimone di Savoia, che fu quarto duca d'Aosta e re de iure dello Stato Indipendente di Croazia con il nome di Tomislavo II; suo zio era l'omonimo eroe dell'Amba Alagi, detto il "Duca di ferro" e suo nonno era il "Duca Invitto" Emanuele Filiberto di Savoia-Aosta. Per parte di suo padre era pronipote di Amedeo I di Spagna, mentre per parte di sua madre era nipote di re Costantino I di Grecia, nonché pronipote di Federico III di Germania e di Giorgio I di Grecia.
La caduta di alcune bombe alleate nei pressi di Firenze, in Villa Cisterna, la residenza fiorentina di Aimone di Savoia e di sua moglie Irene, provocò, il 27 settembre 1943, il parto anticipato di quest'ultima, che avvenne in una stanza al piano terra considerata al riparo dai bombardamenti.
Il neonato sarebbe stato battezzato dal cardinale arcivescovo di Firenze Elia Dalla Costa, Tuttavia, il duca ha smentito questa voce, attribuendola a un "monarchico molto affettuoso" nei suoi confronti. Alla nascita ricevette il titolo di duca delle Puglie. In un'intervista al Corriere della Sera, Amedeo di Savoia-Aosta ha rivelato che, al momento della nascita, la madre gli fece prendere le impronte digitali dal questore di Firenze, per timore che venisse rapito.

### Prigionia
Tre settimane prima della nascita di Amedeo il Regno d'Italia aveva firmato l'armistizio di Cassibile, cessando le ostilità contro le forze inglesi e statunitensi nell'ambito della seconda guerra mondiale.
Il 26 luglio 1944, su ordine firmato personalmente da Heinrich Himmler, i nazisti internarono il piccolo Amedeo a Hirschegg, vicino a Graz (Austria), insieme alla madre Irene di Grecia e alle cugine Margherita e Maria Cristina, uniche figlie di suo zio Amedeo, terzo duca d'Aosta, e della duchessa Anna d'Orléans.
Carmine Senise, anch'egli prigioniero a Hirschegg, ricorda nel suo diario:
(Giulio Vignoli, Il Sovrano Sconosciuto, Tomislavo II Re di Croazia, Mursia, pagina 149.)

### Liberazione e ritorno in Italia

Amedeo, cadetto del Morosini, con la madre (1963)

Dopo la liberazione dal campo di internamento nazista di Hirschegg, avvenuta nel maggio 1945, Amedeo visse per alcune settimane in Svizzera. Il 7 luglio 1945 Irene di Grecia col figlio rientrarono in Italia: si fermarono prima a Milano, dove Aimone vide per la prima volta il figlio, e successivamente raggiunsero Napoli, dove Amedeo incontrò la nonna paterna Elena d'Orléans.
In Italia, Irene e Amedeo si stabilirono a Fiesole, vicino a Firenze. Nel 1948 morì a Buenos Aires, dove si era trasferito dopo l'esito del referendum del 1946, colpito da un infarto Aimone di Savoia, padre di Amedeo, e quest'ultimo assunse il titolo ducale come capo della casa Savoia-Aosta. In seguito Amedeo ebbe come precettore agli studi l'ammiraglio Giulio Cerrina Feroni, studiò presso il Collegio alle Querce di Firenze e al Seaford College in Inghilterra, poi presso il Collegio Navale Morosini di Venezia. Frequentò i corsi dell'Accademia Navale di Livorno, al termine dei quali venne imbarcato con il grado di ufficiale di complemento della Marina Militare per esercitazioni nell'Atlantico e nel Mediterraneo. Si laureò in scienze politiche all'università di Firenze. Rappresentò più volte Umberto II, costretto all'esilio fino alla morte, alle manifestazioni svoltesi nel territorio nazionale.

Di madre greca, il 14 maggio 1962 Amedeo fu uno dei principi scelti per sostenere le corone sulla testa degli sposi durante la cerimonia ortodossa del matrimonio di Juan Carlos I di Spagna (suo cugino di secondo grado) e Doña Sofia (sua cugina prima).

### Primo matrimonio

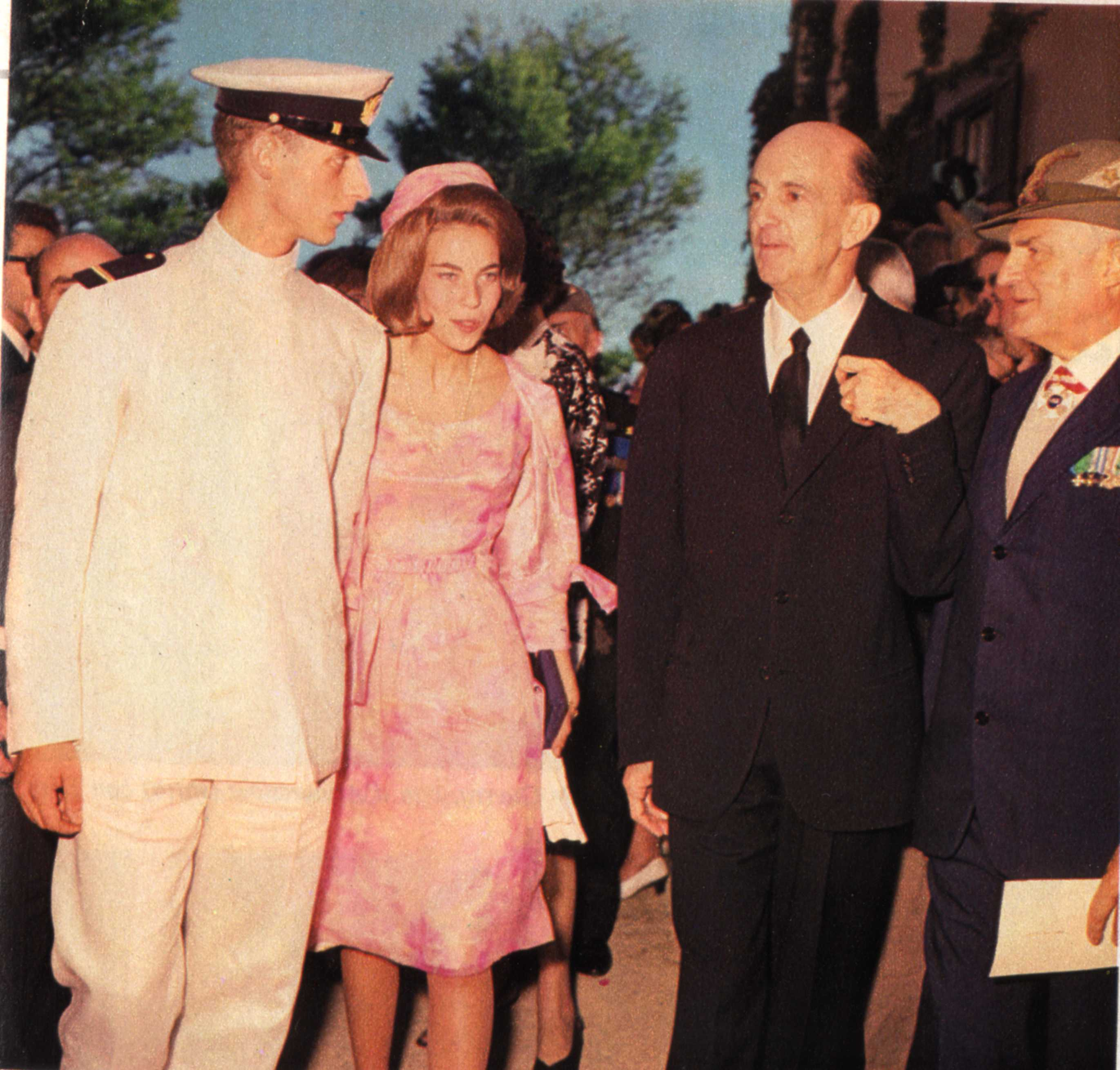
Amedeo di Savoia-Aosta e Claudia d'Orléans si intrattengono con Umberto II di Savoia alla vigilia delle loro nozze (1964)

Secondo la tradizione degli Aosta, Amedeo ha sposato una principessa francese, Claudia d'Orléans (nata nel 1943), figlia di Enrico d'Orléans, conte di Parigi e pretendente al trono di Francia. Si incontrarono alle nozze dei cugini Juan Carlos di Spagna e Sofia di Grecia. Il matrimonio venne celebrato il 22 luglio 1964, a Sintra, in Portogallo. Testimoni dello sposo erano Juan Carlos I di Spagna e Umberto II di Savoia.
Tra Amedeo e Claudia regnano un'assoluta discordia e continue liti: nel 1976 la convivenza termina, i coniugi divorziano a Port-au-Prince (Haiti) il 26 aprile 1982 e il matrimonio viene dichiarato nullo dalla Sacra Rota a Roma l'8 gennaio 1987. Claudia si è risposata subito con un editore americano, Arnaldo la Cagnina. I figli sono rimasti con Amedeo nella tenuta del Borro.

### Secondo matrimonio
Il 30 marzo 1987, Amedeo, a seguito della dichiarazione di nullità del precedente matrimonio, ha potuto sposare, a Bagheria (Palermo), Silvia Paternò Ventimiglia di Spedalotto, figlia di Vincenzo Paternò e di Rosanna Bellardo e Ferraris di Celle.

### Politica
Negli anni 1990, durante la crisi della prima Repubblica, Amedeo di Savoia è stato prossimo ad accettare candidature per elezioni politiche o amministrative. Tuttavia ha sempre declinato ogni invito, preferendo mantenere una posizione super partes.
Nel 1992 il PSDI lo corteggiò per le elezioni politiche alla Camera dei deputati per la circoscrizione di Napoli. Nel 1997 il Polo delle Libertà riuscì quasi a convincerlo a candidarsi alla guida del comune di Torino. Nel giugno 1997 presenziò a un simposio di progettazione politica, tenutosi nella città di Arezzo, nel quale si immaginava la costituzione di un movimento monarchico trasversale ai partiti.

### Ultimi anni e morte
Ha vissuto l'ultimo periodo in Toscana, a Castiglion Fibocchi, dove era imprenditore agricolo (Vini Savoia-Aosta) e dove seguiva alcune società in veste di consulente, consigliere d'amministrazione e presidente. Nel 1996 è stato nominato rappresentante del comune di Palermo per la Fondazione Internazionale "Pro Herbario Mediterraneo", e, dal 1997, ne è stato presidente.
Nel 2003 è stato nominato dal Governo italiano presidente del Comitato di gestione permanente della Riserva Naturale Statale dell'isola di Vivara. Nello stesso anno è stato nominato "testimonial" della Rassegna Internazionale del Cinema Nomade e di Emigrazione "Metix Film Festival". È stato inoltre cittadino onorario di Marigliano, Pantelleria e Abetone. Appassionato di botanica, in particolare di piante succulente, ha viaggiato in tutto il mondo, particolarmente in Africa.
Muore a causa di un arresto cardiaco il 1º giugno 2021 a 77 anni presso l'ospedale San Donato di Arezzo, dove era ricoverato da alcuni giorni per un intervento chirurgico a un rene. Il funerale si è tenuto il 4 giugno alla basilica di San Miniato al Monte a Firenze, celebrato dall'abate Bernardo Gianni. Al feretro è stato reso un picchetto d'onore della Marina Militare. Il successivo 1º luglio la salma viene tumulata nella cripta reale della basilica di Superga a Torino, dopo una cerimonia celebrata da monsignor Antonio Vigo, che ha visto l'uso della Corona reale di Savoia oltre che del già utilizzato collare dell'Ordine supremo della Santissima Annunziata. In entrambi i casi è stato suonato S'hymnu sardu nationale, antico inno del Regno di Sardegna.

## Disputa dinastica

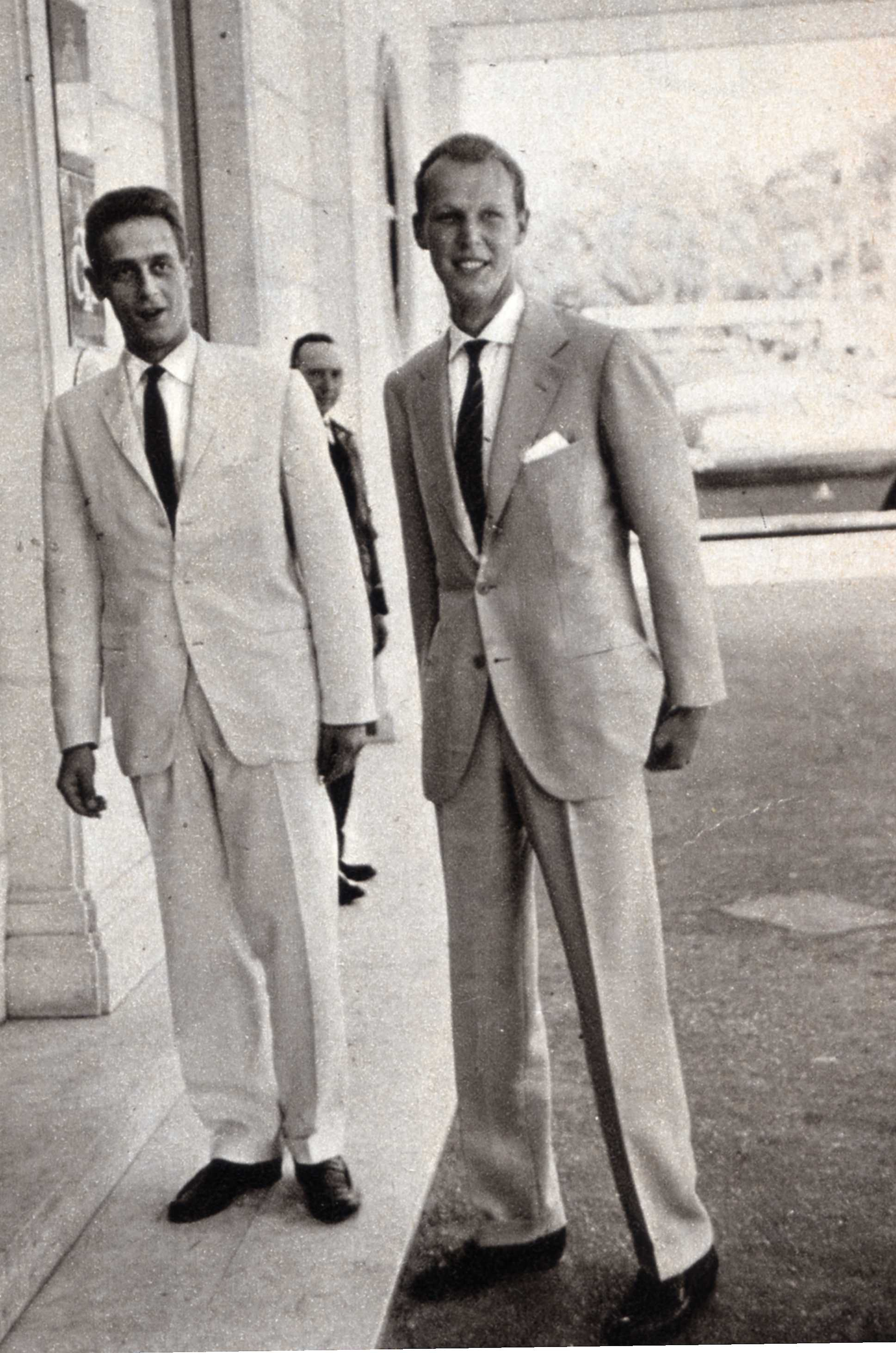
Amedeo di Savoia Aosta con Vittorio Emanuele di Savoia nel 1964

Amedeo inviato come rappresentante ufficiale di Umberto II alla solenne cerimonia per l'inizio del pontificato di papa Giovanni Paolo I (3 settembre 1978)

La sua posizione nella linea di successione al trono dal 2006 è controversa: parte dei monarchici sostiene che Amedeo fosse il Capo della Real Casa, e quindi il legittimo pretendente al trono d'Italia. Altri ritengono che la posizione di Capo della Casa spetti a Vittorio Emanuele di Savoia e che Amedeo fosse terzo in linea di successione dopo Emanuele Filiberto. La controversia, nota come questione dinastica, ruota attorno alla possibilità che Vittorio Emanuele di Savoia (con ciò che ne deriva nei confronti del figlio Emanuele Filiberto) abbia perso ogni diritto al trono d'Italia, con il conseguente passaggio in capo ad Amedeo di ogni diritto dinastico. La controversia è stata oggetto di un pronunciamento ufficiale della Consulta dei senatori del Regno.
La Consulta, avente la veste giuridica di un'associazione di diritto privato creata nel 1955, in data 7 luglio 2006 ha infatti formalmente comunicato che:
Amedeo diverrebbe così l'erede di Umberto II. Motivo ufficiale è il matrimonio di Vittorio Emanuele di Savoia con una persona di differente condizione sociale senza l'esplicita autorizzazione del sovrano nella sua veste di capo della casa (il cosiddetto regio assenso), così come stabilito dal combinato disposto dell'art. 2 delle regie patenti date il 13 settembre 1782 dal re di Sardegna Vittorio Amedeo III di Savoia, del regio decreto del 1890 sulla Real casa e dell'art. 92 del codice civile.
Da diversi commentatori - a torto o a ragione - si è ipotizzato che la decisione, o quanto meno la scelta del momento in cui renderla nota, sia stata anche una conseguenza delle vicende giudiziarie che coinvolsero il figlio dell'ultimo Re d'Italia. È comunque da notare che tale esplicitazione non è da considerarsi giuridicamente necessaria, poiché l'esclusione dallo status di membro della Real Casa e di decadenza da qualsiasi prerogativa, titolo, grado e onorificenza di Vittorio Emanuele si sarebbe prodotta direttamente e automaticamente ipso iure al momento stesso della celebrazione del matrimonio.
Tuttavia Amedeo, in alcuni contesti, aveva in passato sostenuto con alcune dichiarazioni le tesi di Vittorio Emanuele, anche ponendosi in contrasto con la Consulta dei senatori del Regno presieduta da Aldo Alessandro Mola.
All'indomani della morte di Umberto II, interpellato, con una dichiarazione rilasciata al Corriere della Sera, smentì un cambiamento nella successione a danno di Vittorio Emanuele:
Ma lei non c'era alla riunione di famiglia? "Per discrezione sono sceso al piano di sotto. Non credo però ci siano notizie rilevanti". 
Lei accetterebbe comunque la corona? "Siamo sempre disponibili, ma noi siamo le riserve". 
È vero che esistono dei contrasti sui titoli nobiliari di Marina Doria? "Non mi sembrano cose interessanti. Oggi questi problemi non hanno più molto valore"»
(M. Nava, Aperto in gran segreto il testamento dell'ex re in "Corriere della Sera", 22 marzo 1983, p. 7.)
In un'intervista al Corriere della Sera, nel 2002, egli dichiarava, alla domanda di Giuliano Gallo di proporsi come candidato all'ipotetico trono d'Italia:
(Amedeo di Savoia: pronto alla politica, il mio modello è Simeone di Bulgaria, Corriere della Sera del 9 ottobre 2002)
Sempre nel 2002, nel suo libro-intervista curato da Fabio Torriero, Amedeo dichiarava:
(Amedeo di Savoia, Proposta per l'Italia, a cura di Fabio Torriero, Edizioni Il Minotauro, 2002, p. 88)
Al comunicato riportato più sopra di Mola, i sostenitori di Vittorio Emanuele hanno reagito energicamente, contestando la stessa legittimità dell'organo autore del documento, che, per altro, riveste una natura essenzialmente dichiarativa, limitandosi alla mera constatazione degli effetti che già si sarebbero prodotti in capo a Vittorio Emanuele, ai sensi e per gli effetti delle disposizioni che regolano la successione dinastica in Casa Savoia e che si sono più sopra menzionate.

Aldo Alessandro Mola, presidente della Consulta, rispondendo alle affermazioni di Emanuele Filiberto, secondo cui tale organo non è legittimato a proclamare Amedeo d'Aosta come capo di Casa Savoia, ha dichiarato: 
Sulla vicenda, peraltro, la polemica non si è ancora placata, e le due posizioni continuano a fronteggiarsi sostenendo opposte tesi. L'Annuario della Nobiltà Italiana ha riconosciuto Amedeo di Savoia-Aosta quale Capo della Real Casa d'Italia dal 1983, anno della morte di Umberto II.
Il 15 gennaio 2020 ha pubblicato sul suo sito ufficiale un comunicato stampa col quale dichiara nulla e illegittima la modifica apportata da Vittorio Emanuele alla legge di successione dinastica di Casa Savoia, con l'abolizione della legge salica.

### Controversia sul nome "di Savoia"
Nel settembre 2006, Vittorio Emanuele e suo figlio Emanuele Filiberto di Savoia depositarono all'ufficio brevetti dell'Unione europea la richiesta di registrazione dello stemma di "principe ereditario d'Italia" come logo aziendale, insieme ad altri simboli del patrimonio araldico di Casa Savoia. L'azione è volta a impedirne l'uso ad Amedeo e Aimone di Savoia, cui fu ingiunto di utilizzare il cognome per esteso, ovvero "Savoia-Aosta".
Nella primavera del 2008 Vittorio Emanuele e suo figlio Emanuele Filiberto citarono in giudizio Amedeo e Aimone per il fatto che si firmavano col solo cognome di Savoia e non di Savoia-Aosta, configurando l'ipotesi di uso illecito di cognome.
Nel febbraio 2010 il tribunale di Arezzo condannò Amedeo e Aimone di Savoia per l'uso del cognome "di Savoia" e al pagamento del risarcimento dei danni arrecati pari a un totale di 200 000 euro. Ciononostante, Amedeo, che fin dalla nascita ha usato liberamente il cognome "di Savoia" o "di Savoia-Aosta", ha presentato ricorso in appello vincendolo nel gennaio del 2018.
Il 15 settembre 2010 la sentenza e la condanna sono state sospese, permettendo ad Amedeo e a suo figlio Aimone di utilizzare il solo cognome "di Savoia". La sentenza del giorno 8 gennaio 2018 della Corte di Appello di Firenze sull’uso del Cognome Savoia “ha definitivamente rigettato la domanda giudiziale proposta da Vittorio Emanuele e dal figlio Emanuele Filiberto di Savoia nei confronti dei lontani cugini, le LL.AA.RR. i Principi Reali Amedeo di Savoia Duca di Savoia e di suo figlio Aimone di Savoia, Duca di Aosta e Duca delle Puglie, in merito all’uso del solo cognome “di Savoia”. Nello specifico la Corte di Appello di Firenze ha stabilito che S.A.R. il Principe Amedeo di Savoia e il figlio sono – senza dubbio – titolari del cognome “Savoia” che possono utilizzare, a loro piacimento, congiuntamente o disgiuntamente dal cognome “Aosta”. Nella parte della motivazione della  Sentenza, è stata, inoltre chiaramente esclusa la possibilità per Vittorio Emanuele di Savoia ed Emanuele Filiberto di Savoia di utilizzare lo strumento apprestato dall’ordinamento giuridico italiano per la tutela del nome, al fine di contrastare la dichiarazione, del luglio 2006“. I tribunali della Repubblica italiana non sono invece competenti a dirimere la questione dinastica.
All'inizio del 2006, Maria Pia, Maria Gabriella e Maria Beatrice, sorelle di Vittorio Emanuele, per rendere palese l'accusa che rivolgevano al fratello, ovvero di non essere più capo di Casa Savoia, presentarono le proprie dimissioni dall'Ordine dei Santi Maurizio e Lazzaro. Tali dimissioni sono state successivamente revocate da Maria Pia e Maria Beatrice, le quali hanno in seguito preso parte alle attività del medesimo Ordine accanto a Vittorio Emanuele in varie occasioni.

## Pubblicazioni
Amedeo di Savoia è autore dei seguenti libri:
- Il mio sogno mediterraneo - Amedeo di Savoia-Aosta e la sua collezione di succulente nell'isola di Pantelleria, Polistampa 2004.
- Proposta per l'Italia, Il Minotauro 2002, intervistato da Fabio Torriero, prefazione di Marcello Veneziani.
- In nome del Re. Conversazioni con Gigi Speroni, Rusconi 1986, scritto con Gigi Speroni.

## Discendenza

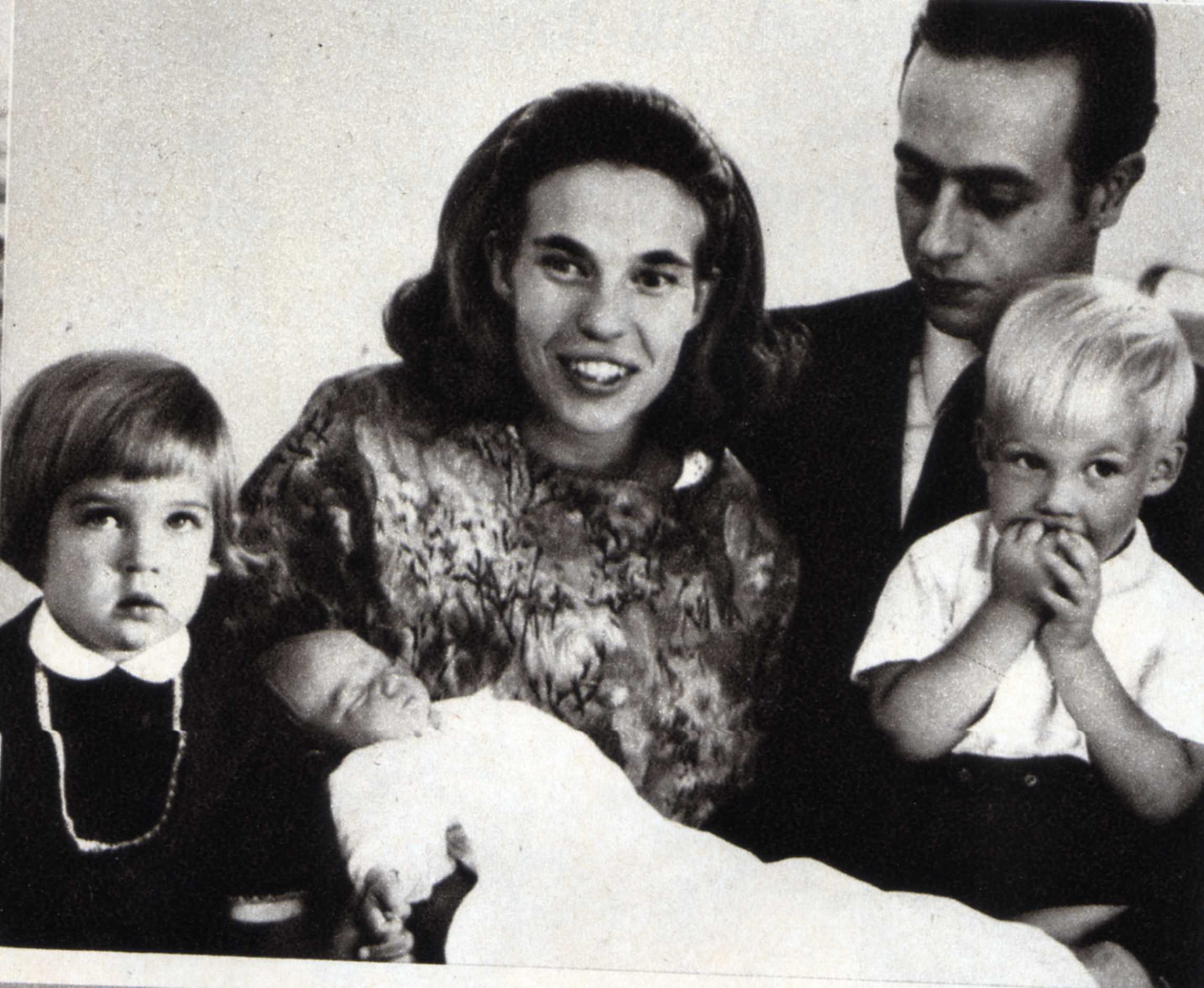
Amedeo di Savoia-Aosta con la prima moglie e i loro figli (1969)

Dal primo matrimonio tra il duca Amedeo e la principessa Claudia d'Orléans sono nati:
- Bianca di Savoia-Aosta (*2 aprile 1966). Nata a Firenze, si sposa nel 1988 con il conte Giberto Arrivabene Valenti Gonzaga. Dalla coppia nasceranno 5 figli[6]:
  - Viola Arrivabene Valenti Gonzaga (*1991), che ha sposato nel 2023 il violinista Charlie Siem
  - Vera Arrivabene Valenti Gonzaga (*1993), che ha sposato nel 2021 il conte Briano Martinoni Caleppio
  - Mafalda Arrivabene Valenti Gonzaga (*1997)
  - Maddalena Arrivabene Valenti Gonzaga (*2000)
  - Leonardo Arrivabene Valenti Gonzaga (*2001)
- Aimone di Savoia-Aosta (*13 ottobre 1967). Nato a Firenze e convolato a nozze nel 2008 con la principessa Olga di Grecia. La coppia ha 3 figli:[6]
  - Umberto di Savoia-Aosta, Principe di Piemonte (titolo contestato) (*2009)
  - Amedeo di Savoia-Aosta, Duca degli Abruzzi (titolo contestato) (*2011)
  - Isabella di Savoia-Aosta, Principessa reale (titolo contestato) (*2012)
- Mafalda di Savoia-Aosta (*20 settembre 1969). Nata anche lei a Firenze, si sposa una prima volta, nel 1994, con il principe Alessandro Ruffo di Calabria, nipote della regina Paola del Belgio, dal quale divorzia il 28 novembre 2000, e una seconda volta nel 2001 con Francesco Lombardo, X barone di San Chirico. Dal secondo matrimonio nascono 3 figli:[6]
  - Anna Lombardo di San Chirico (*1999)
  - Carlo Lombardo di San Chirico (*2001)
  - Elena Lombardo di San Chirico (*2003)

Amedeo ha avuto inoltre una figlia nata dalla sua relazione con Kyara van Ellinkhuizen, figlia a sua volta del pittore e incisore Bertus van Ellinkhuizen e della soprano e direttrice di coro Gabriella Rossi. La bambina è stata successivamente riconosciuta dal padre.
- Ginevra Maria Gabriella van Ellinkhuizen di Savoia-Aosta, nata a Milano il 19 marzo 2006.[6]

## Ascendenza
|                                    |                     |                                         | Genitori                                |  |  | Nonni |  |  | Bisnonni           |  |  | Trisnonni                      |  |
|                                    |                     |                                         |                                         |  |  |       |  |  | Amedeo I di Spagna |  |  | Vittorio Emanuele II di Savoia |  |
|                                    |                     |                                         |                                         |  |  |       |  |  | Amedeo I di Spagna |  |  | Vittorio Emanuele II di Savoia |  |
|                                    |                     | Maria Adelaide d'Asburgo-Lorena         |                                         |  |  |       |  |  | Amedeo I di Spagna |  |  |                                |  |
| Emanuele Filiberto di Savoia-Aosta |                     |                                         |                                         |  |  |       |  |  | Amedeo I di Spagna |  |  |                                |  |
|                                    |                     | Maria Vittoria dal Pozzo della Cisterna | Carlo Emanuele dal Pozzo della Cisterna |  |  |       |  |  |                    |  |  |                                |  |
|                                    |                     | Maria Vittoria dal Pozzo della Cisterna | Carlo Emanuele dal Pozzo della Cisterna |  |  |       |  |  |                    |  |  |                                |  |
|                                    |                     | Maria Vittoria dal Pozzo della Cisterna | Luisa Carolina Ghislaine di Merode      |  |  |       |  |  |                    |  |  |                                |  |
| Aimone di Savoia-Aosta             |                     | Maria Vittoria dal Pozzo della Cisterna |                                         |  |  |       |  |  |                    |  |  |                                |  |
|                                    |                     | Luigi Filippo Alberto d'Orléans         | Ferdinando Filippo d'Orléans            |  |  |       |  |  |                    |  |  |                                |  |
|                                    |                     | Luigi Filippo Alberto d'Orléans         | Ferdinando Filippo d'Orléans            |  |  |       |  |  |                    |  |  |                                |  |
|                                    |                     | Luigi Filippo Alberto d'Orléans         | Elena di Meclemburgo-Schwerin           |  |  |       |  |  |                    |  |  |                                |  |
| Elena d'Orléans                    |                     | Luigi Filippo Alberto d'Orléans         |                                         |  |  |       |  |  |                    |  |  |                                |  |
|                                    |                     | Maria Isabella d'Orléans                | Antonio d'Orléans                       |  |  |       |  |  |                    |  |  |                                |  |
|                                    |                     | Maria Isabella d'Orléans                | Antonio d'Orléans                       |  |  |       |  |  |                    |  |  |                                |  |
|                                    |                     | Maria Isabella d'Orléans                | Luisa Ferdinanda di Borbone-Spagna      |  |  |       |  |  |                    |  |  |                                |  |
| Amedeo di Savoia-Aosta             |                     | Maria Isabella d'Orléans                |                                         |  |  |       |  |  |                    |  |  |                                |  |
|                                    | Giorgio I di Grecia | Cristiano IX di Danimarca               |                                         |  |  |       |  |  |                    |  |  |                                |  |
|                                    | Giorgio I di Grecia | Cristiano IX di Danimarca               |                                         |  |  |       |  |  |                    |  |  |                                |  |
|                                    | Giorgio I di Grecia | Luisa d'Assia-Kassel                    |                                         |  |  |       |  |  |                    |  |  |                                |  |
| Costantino I di Grecia             | Giorgio I di Grecia |                                         |                                         |  |  |       |  |  |                    |  |  |                                |  |
|                                    |                     | Ol'ga Konstantinovna Romanova           | Konstantin Nikolaevič Romanov           |  |  |       |  |  |                    |  |  |                                |  |
|                                    |                     | Ol'ga Konstantinovna Romanova           | Konstantin Nikolaevič Romanov           |  |  |       |  |  |                    |  |  |                                |  |
|                                    |                     | Ol'ga Konstantinovna Romanova           | Alessandra di Sassonia-Altenburg        |  |  |       |  |  |                    |  |  |                                |  |
| Irene di Grecia                    |                     | Ol'ga Konstantinovna Romanova           |                                         |  |  |       |  |  |                    |  |  |                                |  |
|                                    |                     | Federico III di Germania                | Guglielmo I di Germania                 |  |  |       |  |  |                    |  |  |                                |  |
|                                    |                     | Federico III di Germania                | Guglielmo I di Germania                 |  |  |       |  |  |                    |  |  |                                |  |
|                                    |                     | Federico III di Germania                | Augusta di Sassonia-Weimar-Eisenach     |  |  |       |  |  |                    |  |  |                                |  |
| Sofia di Prussia                   |                     | Federico III di Germania                |                                         |  |  |       |  |  |                    |  |  |                                |  |
|                                    |                     | Vittoria di Sassonia-Coburgo-Gotha      | Alberto di Sassonia-Coburgo-Gotha       |  |  |       |  |  |                    |  |  |                                |  |
|                                    |                     | Vittoria di Sassonia-Coburgo-Gotha      | Alberto di Sassonia-Coburgo-Gotha       |  |  |       |  |  |                    |  |  |                                |  |
|                                    |                     | Vittoria di Sassonia-Coburgo-Gotha      | Vittoria del Regno Unito                |  |  |       |  |  |                    |  |  |                                |  |
|                                    |                     | Vittoria di Sassonia-Coburgo-Gotha      |                                         |  |  |       |  |  |                    |  |  |                                |  |

## Onorificenze

### Onorificenze di dinastie non regnanti
Il riconoscimento in capo ad Amedeo del gran magistero degli ordini dinastici sabaudi, in quanto ruolo riservato al capo di Casa Savoia, è legato alla controversia sulla successione dinastica.
Secondo Vittorio Emanuele di Savoia, invece, Amedeo sarebbe semplicemente Cavaliere dell'Ordine Supremo della SS. Annunziata e Cavaliere di Gran Croce degli Ordini dei SS. Maurizio e Lazzaro, Civile di Savoia e della Corona d'Italia.
L'Ordine Supremo della Santissima Annunziata non è riconosciuto dallo Stato italiano, mentre l'Ordine dei Santi Maurizio e Lazzaro è conservato come ente ospedaliero e funziona nei modi stabiliti dalla legge.

### Onorificenze straniere
II titolo di Cavaliere d'onore e devozione del Sovrano Militare Ordine di Malta, è automaticamente riconosciuto dalla Repubblica Italiana; quello di Cavaliere Gran Balì di Giustizia del Sacro Militare Ordine Costantiniano di San Giorgio, può essere autorizzato con decreto del Ministro degli affari esteri della Repubblica Italiana, a richiesta dell'interessato.
Oltre alle onorificenze elencate, Amedeo di Savoia-Aosta ha ricevuto la cittadinanza onoraria dai comuni di Pantelleria, Marigliano e Abetone.